# Prijevor (Republika Serbska)
Prijevor (cyr. Пријевор) – wieś w Bośni i Hercegowinie, w Republice Serbskiej, w gminie Bileća. W 2013 roku liczyła 59 mieszkańców.